# Šaul Mofaz
Šaul Mofaz (hebrejsky:  שאול מופז, ‎* 4. listopadu 1948) je izraelský politik a generál. Od roku 2006 do roku 2015 působil jako poslanec Knesetu za stranu Kadima, jíž v letech 2012 až 2015 předsedal. V tomto období vykonával několik vládních funkcí, a to post ministra obrany v letech 2002 až 2006, ministra dopravy v letech 2006 až 2009, vicepremiéra v roce 2012 a místopředsedu vlády v letech 2006 až 2009.
Před vstupem do politiky sloužil třicet šest let v izraelských obranných silách, kde zastával různé pozice, mimo jiné velitele jižního velitelství armády v letech 1994 až 1996 a nakonec nejvyšší armádní funkci – náčelníka generálního štábu v letech 1998 až 2000. Byl teprve druhý izraelský mizrachi, který tuto funkci vykonával.

## Život
Narodil se v Teheránu (jeho rodiče pocházeli z Isfahánu). Do Izraele s rodiči přesídlil v roce 1957. Poté, co ukončil střední školu, nastoupil v roce 1966 do armády a sloužil ve výsadkové brigádě. Na Bar-Ilanově univerzitě získal titul bakalář v oboru obchodní správa. Je ženatý a má čtyři děti.

### Vojenská kariéra
Zúčastnil se šestidenní války, jomkipurské války, první libanonské války a jako příslušník elitních speciálních jednotek Sajeret Matkal také operace Entebbe. Během první libanonské války byl jmenován brigádním velitelem dělostřelectva. Po válce se zúčastnil důstojnického kurzu u námořní pěchoty Spojených států v Quanticu ve Virginii. Po návratu do Izraele byl v roce 1986 jmenován velitelem důstojnické školy.

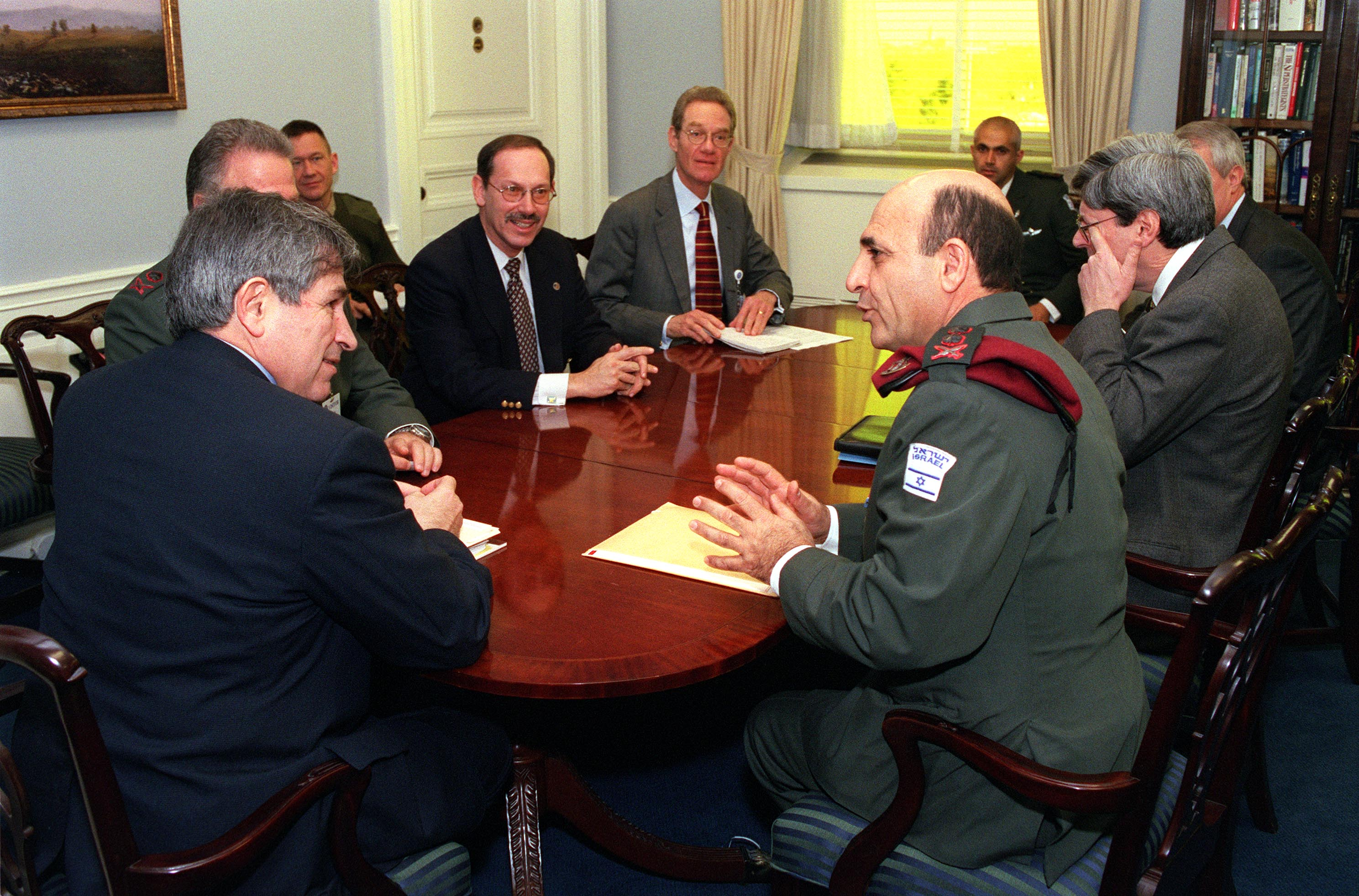
Náčelník Generálního štábu Š. Mofaz (vpravo vepředu) při schůzce v Pentagonu s náměstkem ministra obrany Paulem Wolfowitzem (nalevo).

Zastával množství vysokých vojenských postů a v roce 1988 dosáhl hodnosti brigádního generála. V roce 1993 se stal velitelem izraelské armády na Západním břehu. V roce 1994 byl povýšen na generálmajora a velel jižnímu armádnímu velitelství. Jeho kariérní růst pokračoval, když byl v roce 1997 jmenován zástupcem náčelníka generálního štábu a v roce 1998 dosáhl nejvyšší vojenské hodnosti – pozice náčelníka generálního štábu.
Během jeho úřadu postihly izraelskou armádu finanční a strukturální reformy. Nejvýznamnější událostí však bylo vypuknutí druhé intifády v roce 2001. Jeho rázná taktika sice vzbudila znepokojení u mezinárodního společenství, nicméně u izraelské veřejnosti našla všeobecnou podporu. Mezi kontroverzní počiny patří útok na Dženín, občasné vpády do Pásma Gazy a neustálá izolace Jásira Arafata.
Mofaz předvídal vlnu násilí, která vypukla počátkem roku 1999 a připravil armádu na intenzivní guerillový styl válčení na obsazených územích. Nechal opevnit kontrolní stanoviště v Pásmu Gazy a díky taktice MOUT a chytrému použití buldozerů dokázal snížit počet izraelských ztrát. Kvůli svým metodám (demolice domů) si však vysloužil kritiku levicových skupin. Podle knihy dvou izraelských novinářů nařídil Mofaz v období svého působení v čele generálního štábu během druhé intifády zabít 70 palestinských teroristů denně.

### Politická kariéra
Po vládní krizi v roce 2002 byl premiérem Arielem Šaronem jmenován ministrem obrany. Přestože podporoval jednání s palestinskými Araby, byl odhodlán „zlikvidovat“ Arafata[zdroj⁠?!] a nehodlal dělat kompromisy v boji proti teroristickým skupinám jako jsou Hamás, Islámský džihád nebo Brigády mučedníků Al-Aksá.
Skutečnost, že v nedávné době opustil post náčelníka generálního štábu, mu zabránil zúčastnit se parlamentních voleb v roce 2003, nicméně i tak byl znovujmenován ministrem obrany v nové Šaronově vládě. Dne 21. listopadu 2005 odmítl Šaronovu nabídku přestupu do nově vzniklé strany Kadima a namísto toho oznámil svou kandidaturu na post předsedy Likudu. Dne 11. prosince téhož roku však svou kandidaturu stáhl a připojil se ke Kadimě.

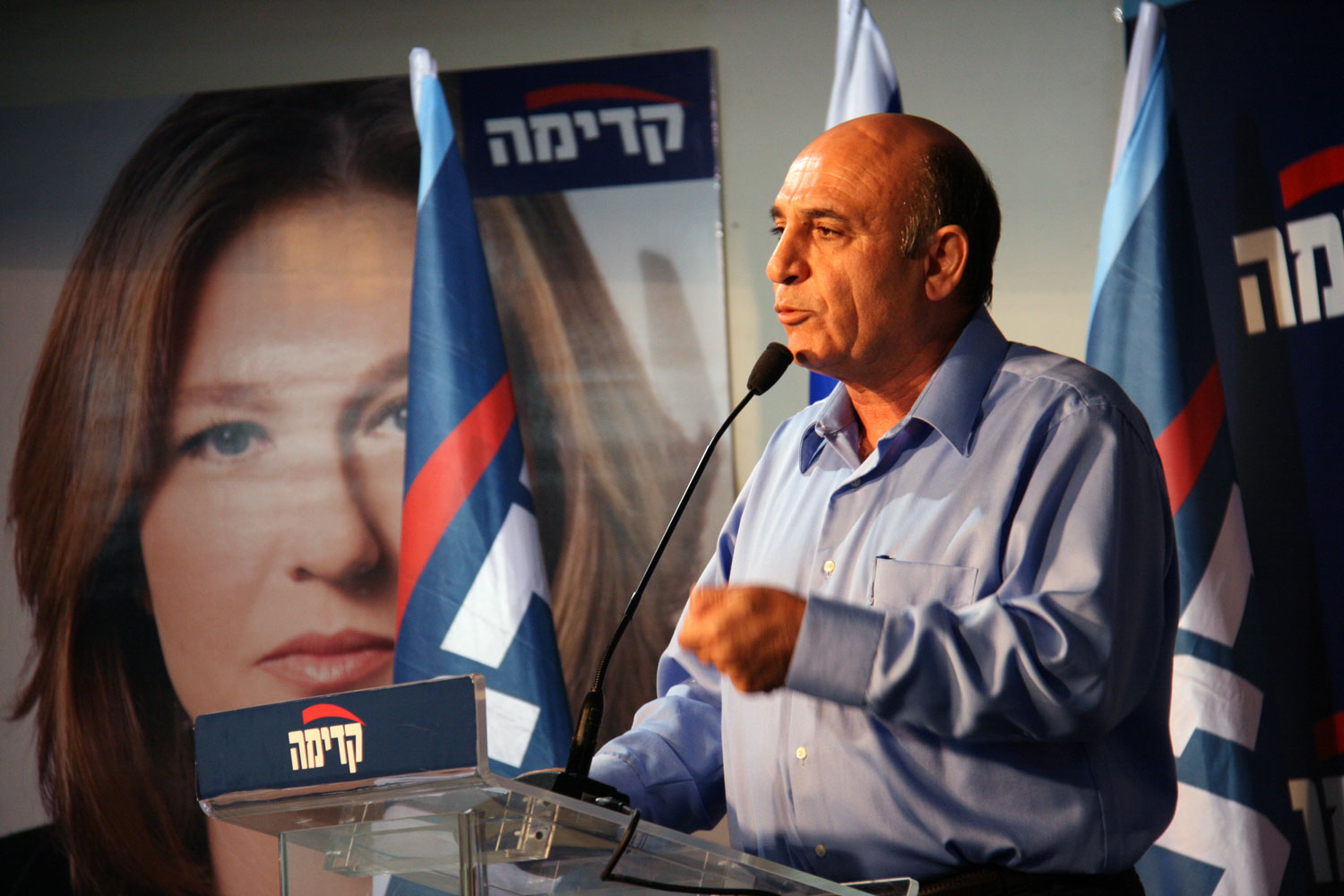
Mofaz na tiskové konferenci Kadimy

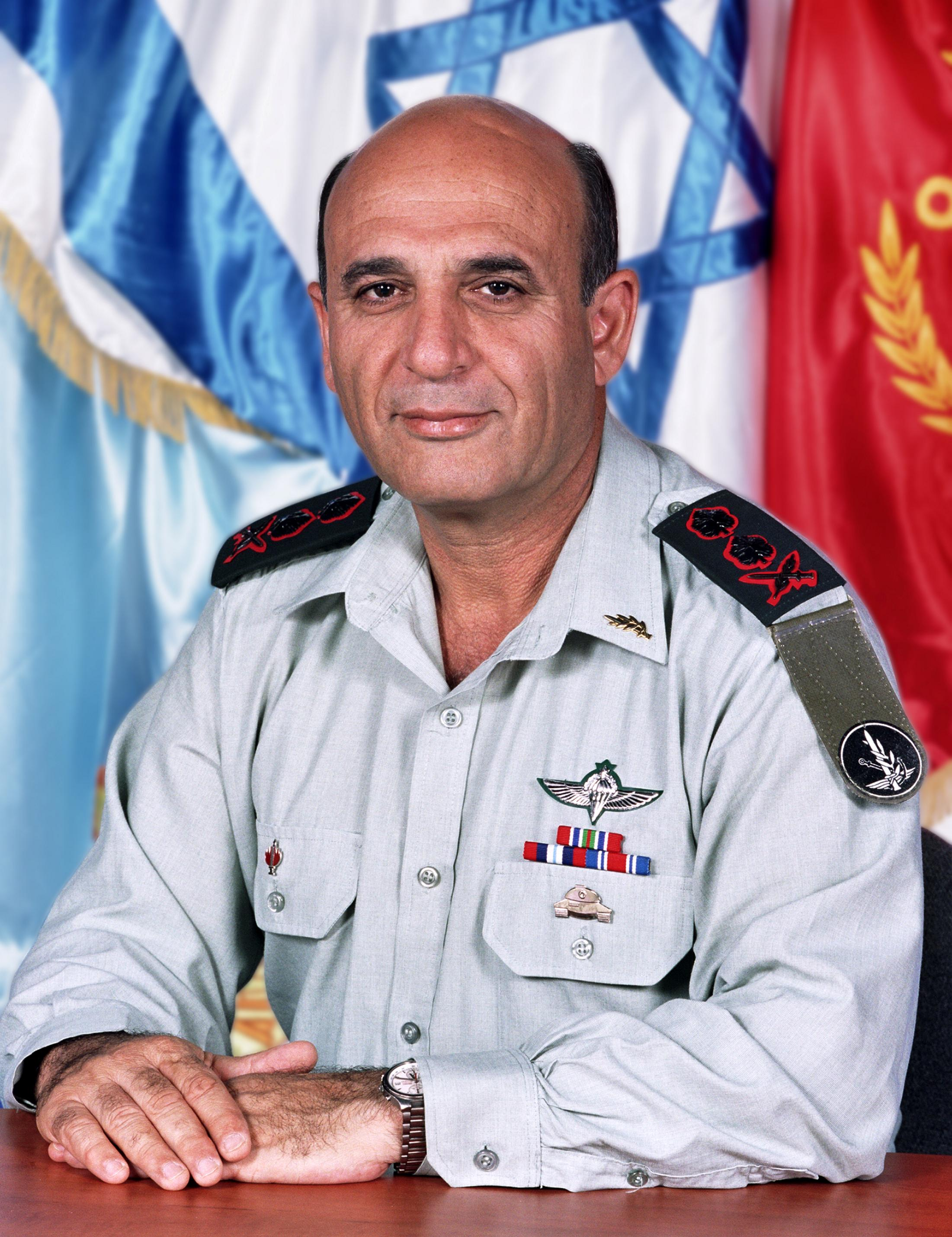
Shaul Mofaz

Po předčasných volbách v březnu 2006 se v nové Olmertově vládě přesunul z postu ministra obrany na post ministra dopravy. Když byl v roce 2008 tehdejší premiér Ehud Olmert nucen k rezignaci vzhledem ke svým korupčním kauzám, oznámil, že se zúčastní stranických voleb o post předsedy strany. Ve stranické volbě dostal požehnání od duchovního vůdce strany Šas – rabi Ovadji Josefa. Volby, které se konaly 17. srpna 2008, však těsně prohrál, když skončil na druhém místě za Cipi Livniovou, která se tak stala předsedkyní strany. Prohra však byla velmi těsná (o pouhých 431 hlasů). Volby se též zúčastnili ministr veřejné bezpečnosti Avi Dichter a ministr vnitra Me'ir Šítrit, kteří získali 6,5 %, respektive 8,5 % hlasů. Mofaz se po volbách rozhodl dočasně opustit politický život a pokusit se nalézt jiný způsob jak podpořit Izrael mimo politickou arénu..
| „                          | Dnes jsme se moje rodina a já rozhodli, že je čas na přestávku. Chci udělat rozhodnutí ohledně mé budoucnosti, zkusit nové směry jednání, jimiž bych mohl přispět své zemi a své rodině. | “ |
| — po prohraných primárkách | |   |

27. března 2012 byl zvolen předsedou strany Kadima, získal 62 % hlasů, Cipi Livniová 37 %. V lednu 2013 vedl stranu do předčasných parlamentních voleb v nichž stěží překročila 2% volební práh a získala pouhé dva poslanecké mandáty.
Na konci března 2012 byl zvolen novým předsedou Kadimy, když porazil Livniovou. Na podzim téhož roku Livniová stranu s dalšími poslanci opustila a založila stranu ha-Tnu'a. Ve volbách v roce 2013 strana zaznamenala velký propad (o 90 %) a jen těsně překročila 2% volební práh. V následujících volbách v roce 2015 se již strana do Knesetu nedostala.